# رندولف (تنسی)
رندولف (به انگلیسی: Randolph) یک منطقهٔ مسکونی در ایالات متحده آمریکا است که در شهرستان تیپتون، تنسی واقع شده‌است. رندولف c نفر جمعیت دارد و ۹۶٫۰۱ متر بالاتر از سطح دریا واقع شده‌است.